# Víctor García (wielrenner)
Víctor Manuel García Estévez (Miranda de Ebro, 5 april 1981) is een Spaans wielrenner.

## Carrière
In 2006, het enige seizoen dat García voor een UCI-ploeg reed, werd hij onder meer achtste in de Clásica a los Puertos de Guadarrama. Na twee seizoenen geen UCI-koers te hebben gereden, maakte de Spanjaard in november 2009 zijn rentree in de Ronde van Chiapas. In deze Mexicaanse etappekoers eindigde hij in drie etappes bij de beste tien renners en werd hij vierde in het eindklassement. In de Ronde van Mexico in 2010 kwam García dicht bij zijn eerste UCI-zege: in de derde etappe wist enkel Ignacio Sarabia hem veertien seconden voor te blijven. In het eindklassement eindigde hij op plek elf. Later dat jaar eindigde hij in zeven van de twaalf etappes van de Ronde van Guatemala bij de beste tien renners, wat hem een zesde plaats in het eindklassement opleverde.
In 2011 nam García wederom deel aan de Ronde van Chiapas. Ditmaal kwam hij in de tweede etappe dicht bij een zege, Sergi Escobar wist hem echter twee seconden voor te blijven. Mede doordat hij een dag later derde werd, eindigde hij in het algemeen klassement op de zeventiende plaats. In 2013 behaalde García zijn eerste officiële overwinning door het eindklassement vande Ruta del Centro op zijn naam te schrijven. Een jaar later werd hij derde in zowel de derde etappe als het eindklassement van de Ronde van Mexico. De vierde etappe van de Ronde van Mexico in 2015 schreef de Spanjaard op zijn naam door de thuisrijder Uri Martins één seconde voor te blijven.
In de Ronde van Guatemala in 2016 wist García in drie etappes op het podium te eindigen, wat hem een derde plek in het eindklassement opleverde. In december werd hij achtste in de Grote Prijs van San José, een Costa Ricaanse eendagskoers. Een dag later stond hij voor het eerst in zijn carrière aan de start van de Ronde van Costa Rica. Na onder meer twee zevende plaatsten in etappes wist hij de negende rit op zijn naam te schrijven door de sprint met drie te winnen van William David Muñoz en Josué Alpízar. In het eindklassement werd hij zevende.

## Overwinningen
2005
 Spaans kampioen op de weg, Elite zonder contract
2013
Eindklassement Ruta del Centro
2015
4e etappe Ronde van Mexico
2016
9e etappe Ronde van Costa Rica

## Ploegen
- 2006 –  Grupo Nicolás Mateos

- Biblioteca Nacional de España: XX4426851
- Virtual International Authority File: 308702964
- WorldCat: E39PBJjT3WbyYgbWDyV8BkK8G3